# The Road to Escondido
The Road to Escondido er et album af J.J. Cale og Eric Clapton. Det blev udgivet den 7. november 2006.

## Spor
Alle sange af J.J. Cale, med mindre andet er angivet.
1. "Danger" – 5:34
2. "Heads in Georgia" – 4:12
3. "Missing Person" – 4:26
4. "When This War Is Over" – 3:49
5. "Sporting Life Blues" (Brownie McGhee) – 3:31
6. "Dead End Road" – 3:30
7. "It's Easy" – 4:19
8. "Hard to Thrill" (Eric Clapton/John Mayer) – 5:11
9. "Anyway the Wind Blows" – 3:56
10. "Three Little Girls" (Eric Clapton) – 2:44
11. "Don't Cry Sister" – 3:10
12. "Last Will and Testament" – 3:57
13. "Who Am I Telling You" – 4:08
14. "Ride the River" – 4:35